# 538 Top 50
De 538 Top 50 is de wekelijkse hitlijst van de commerciële Nederlandse radiozender Radio 538 die op vrijdag 4 januari 2019 van start ging met Ivo van Breukelen als presentator op de vrijdagmiddag tussen 14:00 en 18:00 uur. Vanaf oktober 2022 was het programma iedere zondagmiddag tussen 14:00 en 18:00 uur te horen. Vanaf 2 september 2023 wordt de 538 Top 50 elke zaterdagmiddag tussen 15:00 en 18:00 uur uitgezonden.

## Geschiedenis
Radio 538 maakte op 24 september 2018 bekend te stoppen met het uitzenden van de Nederlandse Top 40, nadat ze het niet eens konden worden met de Stichting Nederlandse Top 40 over de samenstelling van de lijst. In plaats van de Nederlandse Top 40 zou de radiozender haar eigen hitlijst introduceren, de 538 Top 50. De Stichting Nederlandse Top 40 spande nog wel een rechtszaak aan, wat ervoor zorgde dat Radio 538 nog t/m vrijdag 28 december   2018 de Top 40 moest uitzenden.
Op vrijdag 4 januari 2019 ging de 538 Top 50 van start, met Ivo van Breukelen als presentator. Sweet but Psycho van Ava Max stond toen op nummer één in de lijst. De nieuwe lijst is samengesteld op basis van airplay van alle grote landelijke radiozenders in Nederland, streamingcijfers van JUKE, Spotify en YouTube. Tot 2022 werden stemmen van 538 Members ook meegenomen in de samenstelling. Naast de vijftig grootste hits wordt er, als er tijd over is, als extra onderdeel een nieuwe uitgave of een gouwe ouwe gedraaid.
Vanaf de editie van 8 mei 2020 wordt de nieuwe Dancesmash in dit programma iets voor 16:00 uur bekendgemaakt. Verder wordt de lijst vanaf dat weekeinde ook in de herhaling op zondagmiddag uitgezonden, maar dan non-stop. Op 5 juni 2020 werd de nieuwe tipplaat 538 Favourite geïntroduceerd. Enkele minuten voor 15:00 uur wordt de nieuwe 538 Favourite bekendgemaakt. Op de laatste vrijdag van de maand vanaf 16:00 uur schuift er regelmatig een artiest - die op dat moment in de 538 Top 50 staat - aan als sidekick.
In november 2021 werd een nieuwe programmering gelanceerd bij Radio 538. Hierbij werd duidelijk dat Van Breukelen de presentatie van Dance Department overnam van Dennis Ruyer en dat Mark Labrand daardoor de presentatie van de 538 Top 50 overnam. Op 26 november 2021 had hij zijn eerste uitzending. Vaste onderdelen in het programma van Labrand zijn het 538 Hitnews, iedere week verzorgd door een andere beroemdheid rond 14:15 en 17:15 uur, de bekendmaking van de nieuwe Dancesmash iets voor 15:00 uur, de bekendmaking van de nieuwe 538 Favourite iets voor 16:00 uur en de Hart van Nederland hoogtepunten van de week verzorgd door Maarten Steendam rond 16:20 uur.
Tot 2022 was Mobiel.nl sponsor van de 538 Top 50. De lijst werd toen dagelijks bijgewerkt, met elke maandag tot en met donderdag na 19:00 uur een overzicht van de vijf meest opvallende verschuivingen in de 538 Top 50 van de dag. Dat overzicht werd de Mobiel.nl Dag Top 5 genoemd.
In het najaar van 2022 voerde Radio 538 weer een aantal wijzigingen door in de programmering. De zender maakte onder andere bekend dat de 538 Top 50 naar de zondag zou verhuizen, waarmee er na 29 jaar een einde kwam aan een hitlijst in de vrijdagprogrammering van de zender. Dennis Ruyer keerde terug bij het radiostation en nam de presentatie van de 538 Top 50 over van Labrand.
Eind augustus 2023 wijzigde Radio 538 de weekendprogrammering. De 538 Top 50 verhuisde vanaf 2 september 2023 naar de zaterdagmiddag en werd met een uur ingekort, met Mark Labrand gevoicetracked als presentator.

## 538 Top 100
Vanaf 2020 is er een uitzending van de honderd grootste hits uit het afgelopen jaar 538 Top 50. Hieronder een overzicht van de hits die op nummer 1 stonden in de 538 Top 100.
| Jaar | Datum            | Artiest                       | Titel              | Hoogste positie | Weken | Samengesteld op basis van                                                                   | Presentatoren                                    |
| ---- | ---------------- | ----------------------------- | ------------------ | --------------- | ----- | ------------------------------------------------------------------------------------------- | ------------------------------------------------ |
| 2019 | Niet uitgezonden | Tiësto, Jonas Blue & Rita Ora | Ritual             | 2               | 28    | [ 3 ]                                                                                       |                                                  |
| 2020 | 31 december 2020 | The Weeknd                    | Blinding Lights    | 1(10wk)         | 33    | Airplay-, streaming- en stemgegevens over het hele jaar                                     | Barend van Deelen Mark Labrand Ivo van Breukelen |
| 2021 | 31 december 2021 | Ed Sheeran                    | Bad Habits         | 1(7wk)          | 27    | Wekelijks puntensysteem (#1 krijgt 50 punten, #2 krijgt 49 punten, ... , #50 krijgt 1 punt) | Wessel van Diepen Mark Labrand                   |
| 2022 | 31 december 2022 | Harry Styles                  | As It Was          | 1(20wk)         | 38    | Wekelijks puntensysteem (#1 krijgt 50 punten, #2 krijgt 49 punten, ... , #50 krijgt 1 punt) | Niek van der Bruggen Mark Labrand                |
| 2023 | 1 januari 2024   | Post Malone                   | Chemical           | 1(1wk)          | 33    | Wekelijks puntensysteem (#1 krijgt 50 punten, #2 krijgt 49 punten, ... , #50 krijgt 1 punt) | Bas Menting Dylan Boet Mark Labrand              |
| 2024 | 1 januari 2025   | Shaboozey                     | A Bar Song (Tipsy) | 1(4wk)          | 32    | Wekelijks puntensysteem (#1 krijgt 50 punten, #2 krijgt 49 punten, ... , #50 krijgt 1 punt) | Niels van der Veen Dylan Boet                    |

## Medewerkers

### Presentatoren
- Ivo van Breukelen (2019–2021)
- Mark Labrand (2021–2022, 2023-heden)
- Dennis Ruyer (2022–2023)

### Vaste invalpresentatoren
- Barend van Deelen (2019–2021)
- Mark Labrand (2019–2021, 2023)
- Wessel van Diepen (2022)
- Niek van der Bruggen (2023)
- Bas Menting (2024-heden)
- Martijn La Grouw (2024-heden)

Lijsten van nummer 1-hits in de Nederlandse Top 40

1965 ·
1966 ·
1967 ·
1968 ·
1969 ·
1970 ·
1971 ·
1972 ·
1973 ·
1974 ·
1975 ·
1976 ·
1977 ·
1978 ·
1979 ·
1980 ·
1981 ·
1982 ·
1983 ·
1984 ·
1985 ·
1986 ·
1987 ·
1988 ·
1989 ·
1990 ·
1991 ·
1992 ·
1993 ·
1994 ·
1995 ·
1996 ·
1997 ·
1998 ·
1999 ·
2000 ·
2001 ·
2002 ·
2003 ·
2004 ·
2005 ·
2006 ·
2007 ·
2008 ·
2009 ·
2010 ·
2011 ·
2012 ·
2013 ·
2014 ·
2015 ·
2016 ·
2017 ·
2018 ·
2019 ·
2020 ·
2021 ·
2022 ·
2023 ·
2024 ·
2025

Lijsten van nummer 1-hits in de Nederlandse Single Top 100

1969 ·
1970 ·
1971 ·
1972 ·
1973 ·
1974 ·
1975 ·
1976 ·
1977 ·
1978 ·
1979 ·
1980 ·
1981 ·
1982 ·
1983 ·
1984 ·
1985 ·
1986 ·
1987 ·
1988 ·
1989 ·
1990 ·
1991 ·
1992 ·
1993 ·
1994 ·
1995 ·
1996 ·
1997 ·
1998 ·
1999 ·
2000 ·
2001 ·
2002 ·
2003 ·
2004 ·
2005 ·
2006 ·
2007 ·
2008 ·
2009 ·
2010 ·
2011 ·
2012 ·
2013 ·
2014 ·
2015 ·
2016 ·
2017 ·
2018 ·
2019 ·
2020 ·
2021 ·
2022 ·
2023 ·
2024 ·
2025

Lijsten van nummer 1-hits in de 538 Top 50

2019 ·
2020 ·
2021 ·
2022 ·
2023 ·
2024 ·
2025
2020 ·
2021 ·
2022 ·
2023 ·
2024 ·
2025
1994 ·
1995 ·
1996 ·
1997 ·
1998 ·
1999 ·
2000 ·
2001 ·
2002 ·
2003 ·
2004 ·
2005 ·
2006 ·
2007 ·
2008 ·
2009 ·
2010 ·
2011 ·
2012 ·
2013 ·
2014 ·
2015 ·
2016 ·
2017 ·
2018 ·
2019 ·
2020 ·
2021 ·
2022 ·
2023 ·
2024 ·
2025